# Monastère de Comana
Le monastère de Comana est un monastère situé dans le Județ de Giurgiu au sud de la Roumanie.
Il fut fondé au milieu du XVe siècle par le prince de Valachie Vlad Țepeș, puis entièrement reconstruit en 1589 par Radu X Șerban.
Il est peut-être le lieu de sépulture de Vlad Țepeș, qui allait, par la suite, inspirer le personnage fictif de Dracula.